# Litocampa condei
Litocampa condei är en urinsektsart som beskrevs av Ferguson 1999. Litocampa condei ingår i släktet Litocampa och familjen Campodeidae. Inga underarter finns listade i Catalogue of Life.